# パナソニックEWネットワークス
パナソニックEWネットワークス株式会社（パナソニックイーダブリューネットワークス、英名：Panasonic Electric Works Networks Co., Ltd.）は、東京都港区に本社を置く、スイッチングハブの製造、販売、ネットワークインテグレーション等を行う企業である。

## 概要
1989年12月に当時の松下電工（後のパナソニック・エレクトリックワークス社）とアンガマン・バスの合弁で、米国 Ungermann-Bass.Inc のネットワーク機器の国内製造を目的に、松下ネットワン株式会社として設立された。社名は、Ungermann-Bass.Incが開発したルーティングプロトコル・UB Net/Oneに由来する。
アンガマン・バスの日本国内からの撤退に伴い、その後、自社でのL3/L2スイッチの製造、販売に加えて、ネットワークインテグレーション、セキュリティインテグレーションを行うネットワーク機器メーカーとネットワークインテグレーターの機能を持ち備えた企業に発展した。また、自社で施工まで手掛けるエンジニアリング体制も持つ。現在、東京本社では、サーバ室も含めたオフィス全体をショールームした「ライブオフィス」を実施している。
2012年1月のグループ再編に伴い、親会社がパナソニックに移行し、商号も変更された。

## 沿革
- 1989年12月 - 松下ネットワン株式会社を設立。
- 1996年12月 - 松下電工株式会社100%出資子会社となり、社名を松下ネットワークオペレーションズ株式会社に変更。
- 2001年1月 - MNOブランドLAN機器事業をスタート。
- 2005年6月 - 東京本社にてライブオフィス公開。
- 2008年10月 - パナソニックグループのグローバルブランド統一方針により、パナソニック電工ネットワークス株式会社に商号変更。
- 2012年1月 - パナソニックグループ内の再編に伴い、パナソニック子会社となり、パナソニックESネットワークス株式会社に商号変更
- 2019年4月 - パナソニックLSネットワークス株式会社に商号変更。
- 2022年4月 - パナソニックEWネットワークス株式会社に商号変更。